# Kaliaganj
Kaliaganj é um município no distrito de Uttar Dinajpur, no estado indiano de Bengala Ocidental.

## Demografia
Segundo o censo de 2001, Kaliaganj tinha uma população de 47 639 habitantes. Os indivíduos do sexo masculino constituem 52% da população e os do sexo feminino 48%. Kaliaganj tem uma taxa de literacia de 70%, superior à média nacional de 59,5%: a literacia no sexo masculino é de 76% e no sexo feminino é de 64%. Em Kaliaganj, 12% da população está abaixo dos 6 anos de idade.